# Diodora aspera
Diodora aspera is een slakkensoort uit de familie van de Fissurellidae. De wetenschappelijke naam van de soort is voor het eerst geldig gepubliceerd in 1833 door Martin Rathke.